# Laura Tesoro
Laura Tesoro (* 19. srpna 1996 Antverpy) je belgická zpěvačka a herečka. Reprezentovala Belgii na Eurovision Song Contest 2016 s písní "What's the Pressure". Proslavila se také rolí Charlotte v opeře Familie.